# Bistum Butembo-Beni
Das Bistum Butembo-Beni (lateinisch Dioecesis Butembensis-Benensis, französisch Diocèse de Butembo-Beni) ist eine in der Demokratischen Republik Kongo gelegene römisch-katholische Diözese mit Sitz in Butembo.

## Geschichte
Das Bistum Butembo-Beni wurde am 9. April 1934 durch Papst Pius XI. mit der Apostolischen Konstitution Quo latius aus Gebietsabtretungen des Apostolischen Vikariates Stanley Falls als Mission sui juris Beni nel Congo Belga (italienisch: Beni in Belgisch-Kongo) errichtet. Die Mission sui juris Beni nel Congo Belga wurde am 9. Februar 1938 durch Pius XI. zum Apostolischen Vikariat erhoben.
Am 10. November 1959 wurde das Apostolische Vikariat Beni nel Congo Belga durch Papst Johannes XXIII. mit der Apostolischen Konstitution Cum parvulum zum Bistum erhoben und dem Erzbistum Bukavu als Suffraganbistum unterstellt. Das Bistum Beni nel Congo Belga wurde am 7. Juli 1960 in Bistum Beni umbenannt. Am 7. Februar 1967 wurde das Bistum Beni in Bistum Butembo-Beni umbenannt.

## Ordinarien

### Superiore von Beni nel Congo Belga
- Henri Joseph Marius Piérard AA, 1934–1938

### Apostolische Vikare von Beni nel Congo Belga
- Henri Joseph Marius Piérard AA, 1938–1959

### Bischöfe von Beni nel Congo Belga
- Henri Joseph Marius Piérard AA, 1959–1960

### Bischöfe von Beni
- Henri Joseph Marius Piérard AA, 1960–1966
- Emmanuel Kataliko, 1966–1967

### Bischöfe von Butembo-Beni
- Emmanuel Kataliko, 1967–1997, dann Erzbischof von Bukavu
- Melchisedec Sikuli Paluku, seit 1998